# Lulworth
Lulworth är en ort i Australien. Den ligger i kommunen George Town och delstaten Tasmanien, i den sydöstra delen av landet, omkring 210 kilometer norr om delstatshuvudstaden Hobart.
Trakten runt Lulworth är nära nog obefolkad, med mindre än två invånare per kvadratkilometer.. Närmaste större samhälle är Pipers River, omkring 11 kilometer söder om Lulworth.
I omgivningarna runt Lulworth växer i huvudsak städsegrön lövskog. Genomsnittlig årsnederbörd är 1 078 millimeter. Den regnigaste månaden är augusti, med i genomsnitt 150 mm nederbörd, och den torraste är januari, med 35 mm nederbörd.